# 貝克德斯羅塞斯山
46°04′16″N 7°17′32″E / 46.0709947°N 7.2923262°E

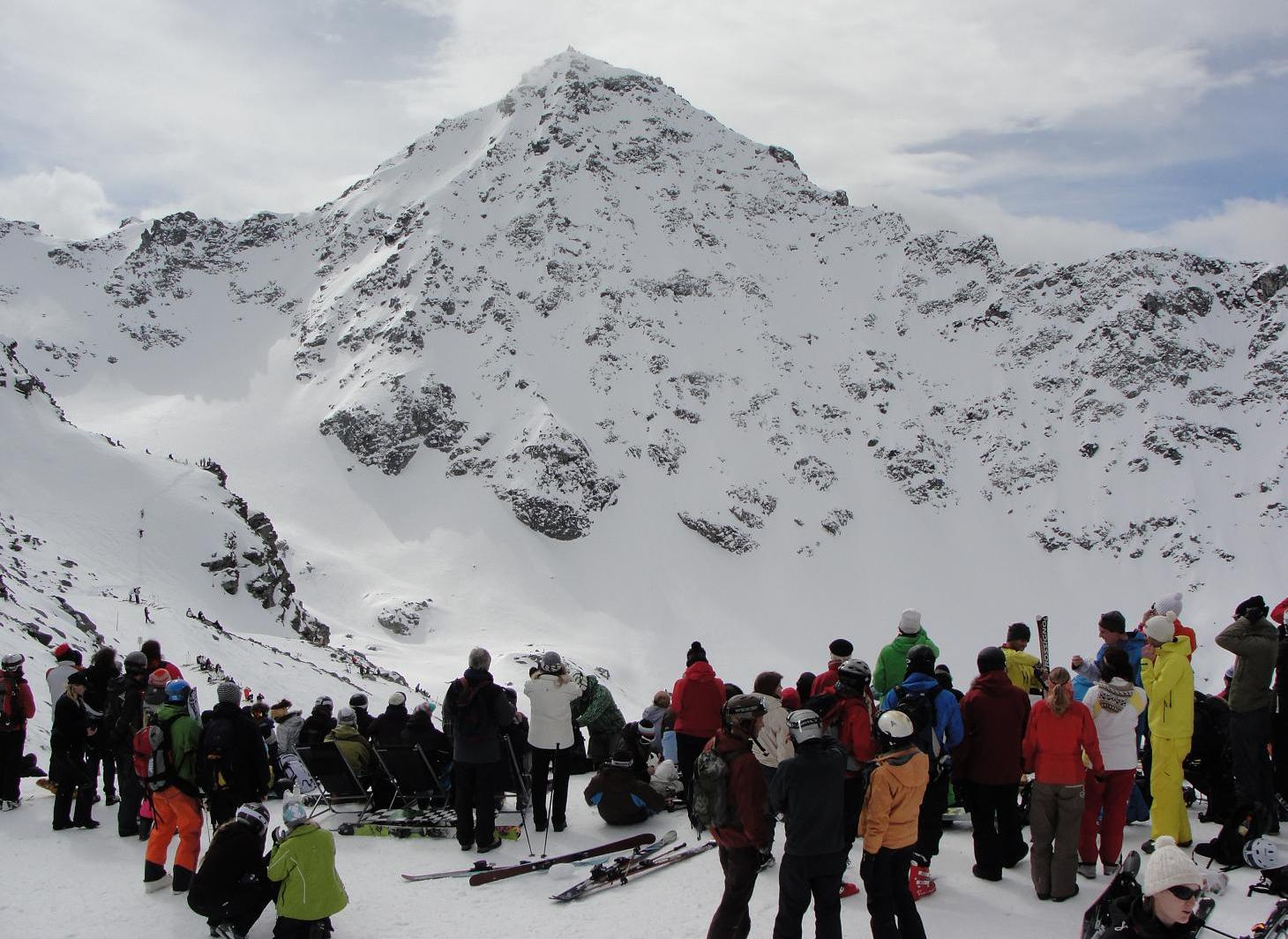

貝克德斯羅塞斯山（Bec des Rosses），是瑞士的山峰，位於該國西南部，由瓦萊州負責管轄，屬於本寧阿爾卑斯山脈的一部分，海拔高度3,223米，每年平均降雨量1,395毫米。